# معارة الإخوان
معارة الإخوان  (مرتحوان )قرية في منطقة إدلب في محافظة إدلب في سورية. سكانها الاصليون ينتمون لطائفة الموحدين الدروز اما الحاليون فهم مسلمون